# Tripoblast

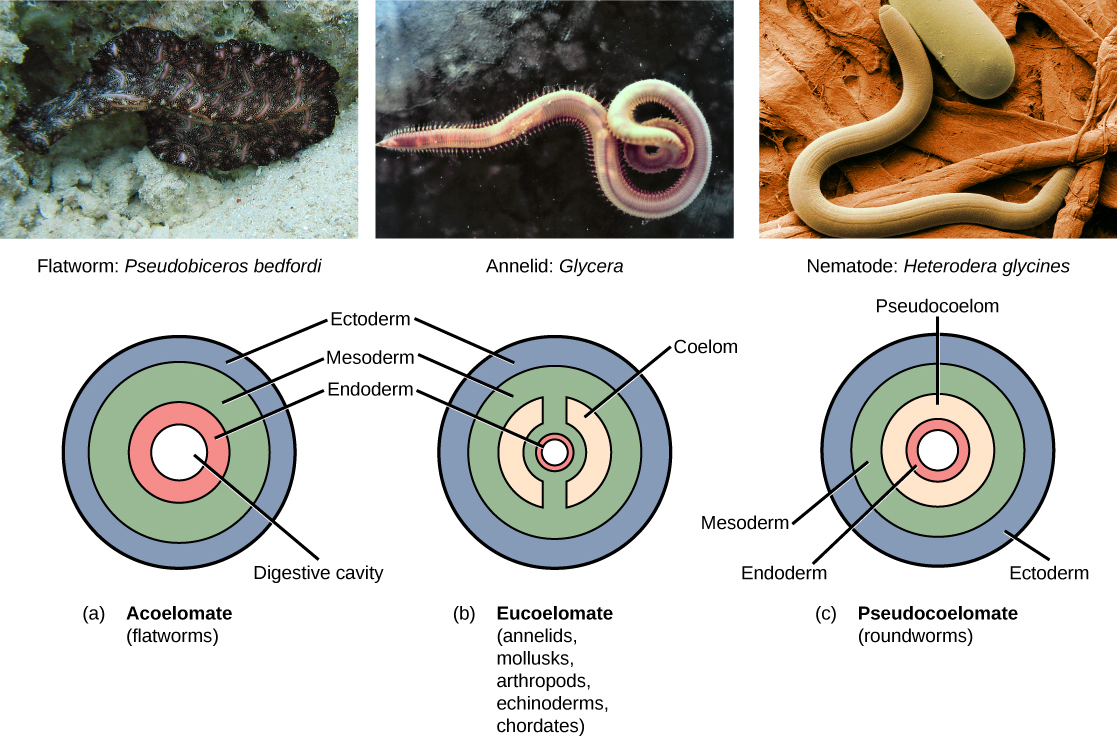
Classificatie van triploblasten op basis van de coeloomstructuur

Triploblasten (van Lat.-Grieks tri ~ drie en blastos ~ kiem, knop) in bredere zin zijn de orgaandieren, waarbij drie kiembladen zich ontwikkelen uit de blastula of de blastocyste in de loop van de gastrulatie. Het driebladige, d.w.z. “tripoblastische” embryo wordt in engere zin tripoblast genoemd. De drie kiembladen zijn het ectoderm, mesoderm en endoderm.
Aangenomen wordt dat de vroegste triploblasten ergens in het Proterozoïcum uit de diploblasten zijn geëvolueerd en zich als een groep hebben gevestigd vóór hun diversificatie tijdens de Cambrische explosie.
Tripoblastie komt voor bij alle oorspronkelijk tweezijdig symmetrische dieren en houdt uiteraard direct verband met de ontwikkeling van tweezijdige symmetrie. Tweekiembladigen (dipoblastie) worden aangetroffen bij de Neteldieren, eenkiembladigen (monoblastie) bij de weefselloze Metazoa en de plakdiertje Trichoplax adhaerens.
Het eerste bewijs voor een tripoblast in bredere zin komt van de uitgestorven Kimberella uit het Ediacarium, een vermoedelijke voorouder van de huidige weekdieren.
Met betrekking tot de aanwezigheid van een lichaamsholte gevormd uit het mesoderm (coeloom), worden de triploblastische dieren onderscheiden in de niet noodzakelijkerwijs monofyletische groepen.
Triploblasten die geen coeloom ontwikkelen, worden acoelomaat genoemd. Hun mesodermgebied, dus tussen het darmkanaal en de huid, is volledig gevuld met weefsel. Voorbeelden van acoelomaten zijn dieren in het fylum Platyhelminthes, de platwormen. 
Dieren met een echt coeloom worden eucoelomaat (of coelomaat) genoemd. Een echt coeloom ontwikkelt zich volledig uit het mesoderm en is bekleed met een epitheelmembraan. Ringwormen, weekdieren, geleedpotigen, stekelhuidigen en chordadieren zijn allemaal eucoelomaat. 
Een derde groep triploblasten heeft een iets ander coeloom, gedeeltelijk afgeleid van mesoderm en gedeeltelijk van endoderm. Deze dieren zijn pseudocoelomaat. Een goed voorbeeld is het fylum Nematoda, de rondwormen.
De systematische classificatie van triploblasten is gebaseerd op het lot van de embryonale blastoporus; Er worden twee grote groepen (takken) onderscheiden:
- Protostomia: de blastoporus geeft eerst aanleiding tot de mond en de anus wordt nieuw gevormd, hoewel deze niet altijd aanwezig is, zoals het geval is bij Platyhelminthes.
- Deuterostomia: de mond ontstaat later, het is neoformatie. En de blastoporus geeft meestal eerst aanleiding tot de anus, hoewel niet altijd. Dit kan dicht bij de blastoporus ontstaan of niet.

## Synapomorfieën van triploblastische dieren
- Aanwezigheid van een mesoderm
- Tweezijdig symmetrisch lichaamsplan, bij sommige dieren alleen in het larvale stadium
- Alle synapsen laten het signaal slechts in één richting door
- Aanwezigheid van een centraal zenuwstelsel